# Kurt Kugeler
Kurt Kugeler (* 8. September 1939 in Arnsberg) ist ein deutscher Physiker. Er ist Professor für Kernenergietechnik.
Kugeler studierte ab 1959 Physik an der RWTH Aachen mit dem Diplom 1964 und wurde dort 1968 bei Rudolf Schulten zum Dr. Ing. promoviert (Die Be9 (n, 2n)-Reaktion und ihr Einfluß auf die Neutronenökonomie eines Kugelhaufenreaktors). 1965 bis 1979 war er wissenschaftlicher Mitarbeiter und ab 1968 Abteilungsleiter am Forschungszentrum Jülich (damals KFA Jülich) am Institut für Reaktorentwicklung. 1976 habilitierte er sich an der RWTH Aachen (Zur technischen Ausführbarkeit nuklearer Prozeßwärmeanlagen). 1979 wurde er ordentlicher Professor für Energietechnik an der Universität Duisburg-Essen (damals Universität GH Duisburg) und war dort 1988/89 Dekan der Fakultät für Maschinenbau. Seit 1990 ist er Professor für Reaktorsicherheit und Reaktortechnik an der RWTH Aachen als Nachfolger von Rudolf Schulten. Außerdem war er Direktor am Institut für Sicherheitsforschung und Reaktortechnik des Forschungszentrums Jülich. Ab 1994 war er dort stellvertretender Vorsitzender des wissenschaftlich-technischen Rats. 2005 wurde er in Aachen emeritiert.
Er befasste sich insbesondere mit Technik und Sicherheit von Hochtemperaturreaktoren. Seine These vom angeblich inhärent sicheren und katastrophenfreien Kugelhaufenreaktor ist umstritten (s. hier) und wurde 2014 von einer unabhängigen Expertengruppe zum Jülicher Kugelhaufenreaktor in Zweifel gezogen.
Er war Mitglied der Deutschen Reaktor-Sicherheitskommission. 1996 wurde er Mitglied der Nordrhein-Westfälischen Akademie der Wissenschaften.

## Schriften
- mit Rudolf Schulten: Hochtemperaturreaktortechnik, Springer Verlag 1989
- Gibt es einen katastrophenfreien Kernreaktor ? Beim Hochtemperaturreaktor mit kugelförmigen graphitischen Brennelementen ist eine Kernschmelze ausgeschlossen, Physikalische Blätter, Band 57, 2001, Nr. 11, S. 33–38, Online
- mit Peter-Wilhelm Phlippen: Energietechnik: technische, ökonomische und ökologische Grundlagen, Springer Verlag 1990, 2. Auflage 1993